# Festival du cinéma russe à Honfleur 2014
Le Festival du cinéma russe à Honfleur 2014, 22e édition du festival, s'est déroulé du 25 novembre 2014 au 30 novembre 2014.

## Déroulement et faits marquants
Le 29 novembre 2014, le palmarès est dévoilé. Le film Classe à part (Класс коррекции) d'Ivan Tverdovski remporte le prix du meilleur film, le prix du meilleur scénario et prix du public. Le prix du meilleur premier film est remporté par le film Comment je m'appelle de Nigina Saifullaeva.

## Jury
- Vincent Perez (président du jury), acteur
- Mei-Chen Chalais (présidente d'honneur), productrice
- Fred Cavayé, réalisateur
- Dominique Fernandez, écrivain
- Karine Silla, actrice, réalisatrice, écrivaine
- Amanda Sthers, écrivaine, scénariste
- Harold Cobert, écrivain

## Sélection

### En compétition
- Au revoir, maman (До свидания мама) de Svetlana Proskourina
- Classe à part (Класс коррекции) d'Ivan Tverdovski
- Comment je m'appelle de Niguina Saïfoullaeva
- Le Souffle (Испытание) d'Alexandre Kott
- ChB d'Evgeni Cheliakine
- Another Year d'Oksana Bichkova
- Film sur Alexeev (Кино про Алексеева) de Mikhaïl Segal
- Welcome Home (Велкам хом) de Angelina Nikonova

### Panorama: les succès du box-office
- Yolki 3 de Dmitri Kisselev
- Embrassez-les tous ! de Jora Kryjovnikov
- Chère Maman de Yaroslav Tchevajevski

### Hommage àAndreï Zviaguintsev
- Le Retour (Возвращение)
- Le Bannissement (Изгнание)
- Elena (Елена)
- Léviathan (Левиафан)

### Avant-premières
- Deux femmes (Две женщины) de Vera Glagoleva
- Les Nuits blanches du facteur (Белые ночи почтальона Алексея Тряпицына) d'Andreï Kontchalovski

### Rétro au galop
- Les Cosaques de Kouban (Кубанские казаки) d'Ivan Pyriev
- La Ballade des Hussards (Гусарская баллада) d'Eldar Riazanov
- La Course du cheval (Бег Иноходца) de Sergueï Ouroussevski
- Serko de Joël Farges
- Le Culte du cheval en Russie de Laurent Desprez

## Palmarès
- Prix du meilleur film : Classe à part (Класс коррекции) d'Ivan Tverdovski.
- Prix du meilleur scénario : Classe à part (Класс коррекции) d'Ivan Tverdovski.
- Prix du meilleur acteur : Filipp Avdeev et Nikita Kukushkin, pour leurs rôles dans Classe à part.
- Prix de la meilleure actrice : Sasha Bortich et Marina Vassilieva, pour leurs rôles Comment je m'appelle.
- Prix du meilleur premier film : Comment je m'appelle de Niguina Saïfoullaeva.
- Prix du public : Classe à part (Класс коррекции) d'Ivan Tverdovski.
- Mention spéciale : Le Souffle (Испытание) d'Alexandre Kott.